# Ейн-Авдат
Ейн-Авдат (івр. עין עבדת‎), також Ейн-Овдат — національний парк (каньйон, утворений водою джерела Авдат), який знаходиться у пустелі Негев в Ізраїлі, на південь від кібуца Сде-Бокер. Археологічні пам'ятки свідчать, що Ейн-Авдат в давнину населяли набатеї та католицькі ченці. Численні джерела у південному відкритті каньйону впадають у глибокі ставки в серії водоспадів. Вода з'являється з горних порід, неподалік яких ростуть такі солевитривалі рослини, як тополі та лутига. Також у парку живуть нубійські козли.
Неподалік парку знаходяться руїни стародавнього міста Авдат, яке знаходиться під захистом однойменного національного парку.

## Назва
Ейн (івр. עין‎) означає джерело води. Авдат (івр. עבדת) походить від назви міста Авдат, яке знаходилося на півдні каньйону і мешканці якого брали воду з цього джерела, яке було головним джерелом води в регіоні. Саме ж місто Авдат було назване на честь набатейського короля Ободата I, який, згідно з традицією, був тут похований.

## Розташування
Джерело знаходиться за 6 км від кібуцу Сде-Бокер. Вхід до заповідника через Мідрешет Бен-Гуріон. Також можна заїхати на оглядовий майданчик з шосе 40 за 10 км від Сде-Бокера. Відстань від заповідника до Мідрешет Бен-Гуріон — 3 км, до Беер-Шеви — 52 км.

## Історія

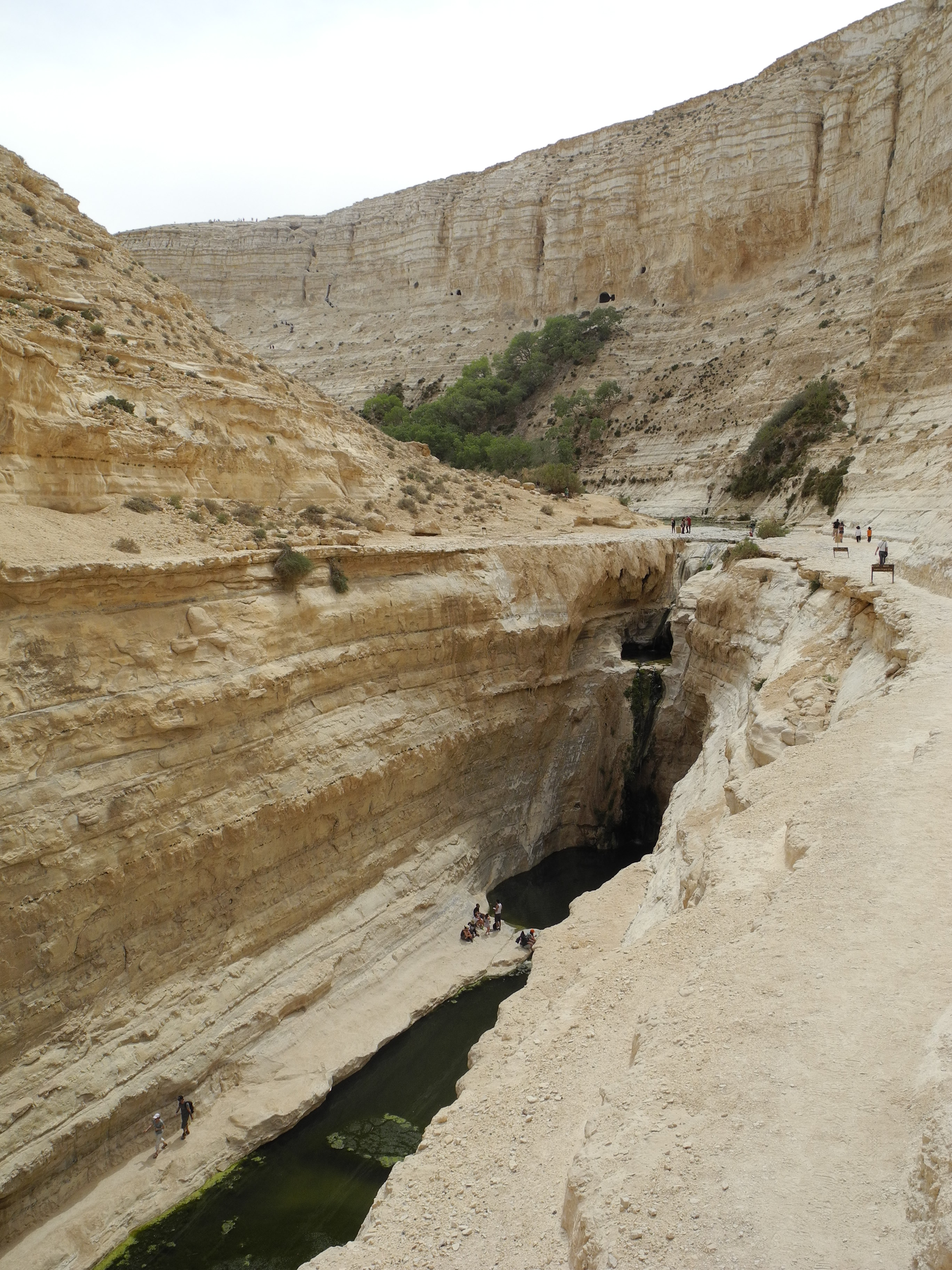
Вид на джерело Авдат зверху

### Доісторичні часи
Про мешканців Ейн-Авдату в доісторичні часи свідчати численні кременеві артефакти віком у 80-90 тисяч років, знайдені у цій місцевості, які вважають частиною Мустьєрської культури. Кремінь з відслонень породи неподалік використовували для виготовлення наконечників стріл та списів. Про фауну того часу свідчать знайдені шкаралупки яєць страусів та скелети куланів. Вироблені вручну ножі та інші ручні знаряддя праці походять з палеоліту і мезоліту. Залишки невеликого поселення, які складаються з невеликих круглих споруд, датовані Бронзовою добою.

### Античність
Протягом давньогрецької епохи Авдат був зупинкою на набатейському Шляху пахощів — давньому торговому маршруті, що вів з Єгипту до Індії через Аравійський півострів. На початку давньоримської епохи тут розвивалося землеробство. Укріплення уздовж Шляху пахощів перетворилися у квітучі міста з великою кількість громадських заклад і подвір'їв.
За часів Візантійської імперії Ейн-Авдат населяли ченці, що жили в печерах. У них вони вирізали собі туалети, полиці, лави, сходи та системи водопостачання, а ще прикрашали стіни хрестами і молитвами.
ЮНЕСКО внесли Авдат до переліку об'єктів світової спадщини зокрема через його унікальну церкву візантійської епохи. Датована ІІІ століттям, вона є водночас однією з найперших і найкраще збережених церков, споруджених після визнання християнства імператором Костянтином. Також церква зазнала значних пошкоджень від бедуїнських вандалів у 2009 році.
Після мусульманського завоювання Палестини мешканці цієї місцевості покинули її.

### Сучасна епоха
Після створення кібуцу Сде-Бокер у 1952 році та спорудження Шосе 40 до Ейлату в Ейн-Авдаті було зроблено туристичну стежку. Наразі Ейн-Авдат є національним парком Ізраїлю.

## Географія

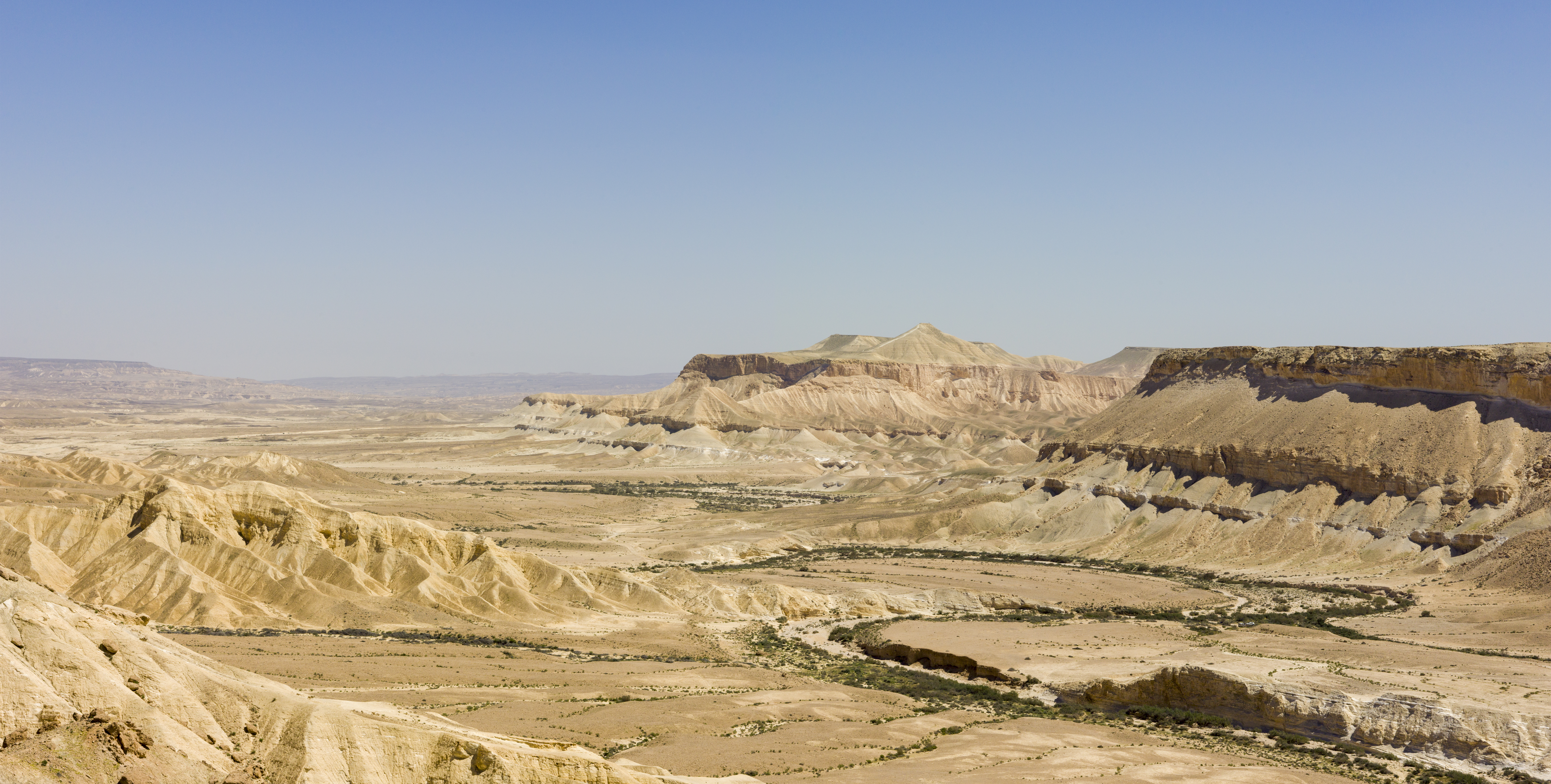
Краєвид Ейн-Авдату, зроблений біля

Каньйон Ейн-Авдат є частиною Нагаль-Зін, найбільшого сухого русла річки (ваді) в пустелі Негев. Русло завдовжки у 120 км починається у північно-західній частині кратера Махтеш-Рамон та йде на північ до того, як круто повертає на схід. Ейн-Авдат утворився завдяки ерозії.

### Джерела

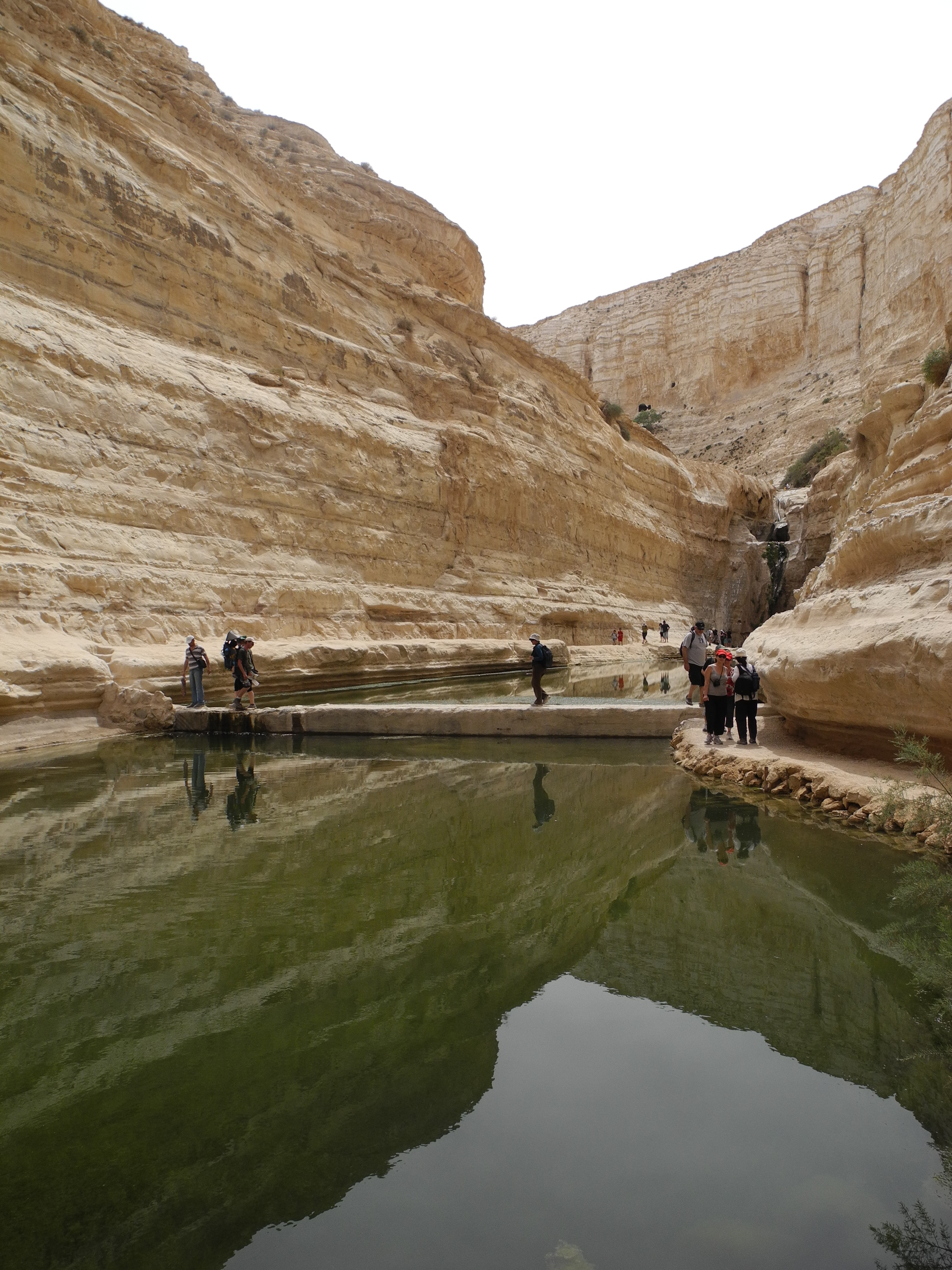
Басейни Ейн-Авдату

### Клімат
Згідно зі статистичними даними, зібраними метеорологічною станцією у Сде-Бокер, літо тут спекотне і майже без опадів, у то час як зима холодна і дещо дощова. Найнижча температура, зафіксована в січні — –3,6 °C. Влітку температурна позначка може досягати більше 40°C. Вологість повітря тут відносно висока.
| Кліматограма Ейн-Авдат | Кліматограма Ейн-Авдат | Кліматограма Ейн-Авдат | Кліматограма Ейн-Авдат | Кліматограма Ейн-Авдат | Кліматограма Ейн-Авдат | Кліматограма Ейн-Авдат | Кліматограма Ейн-Авдат | Кліматограма Ейн-Авдат | Кліматограма Ейн-Авдат | Кліматограма Ейн-Авдат | Кліматограма Ейн-Авдат |
| --- | ---------------------- | ---------------------- | ---------------------- | ---------------------- | ---------------------- | ---------------------- | ---------------------- | ---------------------- | ---------------------- | ---------------------- | ---------------------- |
| С | Л                      | Б                      | К                      | Т                      | Ч                      | Л                      | С                      | В                      | Ж                      | Л                      | Г                      |
| 25 15 4 | 18 16 5                | 17 19 7                | 7.9 25 11              | 1.1 29 14              | 0 31 16                | 0 33 18                | 0 33 19                | 0.1 31 17              | 2 27 14                | 7.6 22 9               | 75 17 6                |
| Середня макс. і мін. температури повітря (°C) Атмосферні опади (мм), за рік : 153,4 мм. Джерело: The Israel Meteorological Service |                        |                        |                        |                        |                        |                        |                        |                        |                        |                        |                        |